# Lamanonia ternata
Lamanonia ternata är en tvåhjärtbladig växtart som beskrevs av Vell.. Lamanonia ternata ingår i släktet Lamanonia och familjen Cunoniaceae. Inga underarter finns listade i Catalogue of Life.